# Doctor Doctor
Doctor Doctor (também conhecido fora da Australásia como The Heart Guy) é uma série de televisão australiana exibido pela Nine Network desde 14 de setembro de 2016.

## Enredo
Segue a história de Hugh Knight, um cirurgião cardíaco em ascensão que é talentoso, encantador e infalível. Ele é um hedonista que, devido ao seu enorme talento, acredita que pode viver fora das regras. Sua filosofia "trabalhe duro, jogue mais" está prestes a voltar e mordê-lo.

## Elenco

### Elenco principal
- Rodger Corser como Hugh Knight
- Nicole da Silva como Charlie Knight
- Ryan Johnson como Matt Knight
- Hayley McElhinney como Penny Cartwright
- Tina Bursill como Meryl Knight
- Steve Bisley como Jim Knight
- Shalom Brune-Franklin como Aoife (temporada 1)
- Belinda Bromilow como Betty Bell
- Matt Castley como Ajax
- Chloe Bayliss como Hayley
- Lucy Durack como Tugger
- Dave Eastgate como Joey (temporada 1)
- Charles Wu como Ken
- Angus McLaren como Dr Toke (temporada 2)
- Brittany Scott Clark como Mia Holston (temporada 2)

### Elenco de apoio
- John Batchelor como Nathan
- Winta McGrath como Floyd
- Thomas Swords como Papa Pex